# Homo sapiens fossilis
Człowiek z Cro-Magnon (łac. Homo sapiens fossilis); kromaniończyk – człowiek rozumny z górnego paleolitu, występujący w Europie między 43 tys. lat p.n.e. – 10 tys. lat p.n.e.
Nazwa nawiązuje do miejsca odkrycia części szkieletów Homo sapiens, znalezionych w schronisku skalnym Abri de Cro-Magnon w Les Eyzies k. Dordogne, we Francji przez Louisa Larteta w roku 1868. Szczątki datowane były metodą rozpadu węgla aktywnego 14C, a wynik tych badań pozwolił określić wiek znaleziska na okres między 30 000 p.n.e. do 28 000 p.n.e.

## Opis
Człowieka z Cro-Magnon jako jeden z podgatunków Homo sapiens uważa się za anatomicznie identycznego z człowiekiem współczesnym.
Podgatunek ten wyodrębnił się około 43 tys. lat temu w czasach ostatniego zlodowacenia tzw. bałtyckiego, w górnym plejstocenie w okresie zimnym, w fazie środkowej (Würm) na Bałkanach lub na terenie dzisiejszych Czech. W ciągu kilku tysięcy lat kromaniończycy rozprzestrzenili się w całej Europie.
Podgatunek ten charakteryzował się wysokim wzrostem ok. 180 cm i pojemnością mózgoczaszki dochodzącą do 1600 cm³. Szeroka twarz z wystającym nosem nie wykazuje cech odróżniających od współczesnej białej odmiany człowieka.
Znaleziska wykazują, że kromaniończycy jako pierwsi wykonywali przedmioty ozdobne, m.in. figurki kobiece znane dziś pod określeniem paleolitycznej Wenus, wypalali z gliny figurki terakotowe. Kromaniończyk był również autorem malarstwa jaskiniowego, grzebał zmarłych oraz pierwszy tworzył trwałe domostwa. Uważa się, że jedną z przyczyn tego wszechstronniejszego rozwoju obok warunków klimatycznych było ustabilizowanie się gatunku Homo sapiens o cechach zbliżonych do współczesnego człowieka oraz okoliczność, iż na skutek zaistnienia lepszych warunków do kontaktów między poszczególnymi grupami dochodziło do krzyżowania się w obrębie różnych grup (egzogamia) co mogło w efekcie wzmocnić biologicznie ten gatunek.
Na terenie Polski ślady działalności kromaniończyków reprezentują kultury archeologiczne z terenów Małopolski i Śląska. Najstarszą jest późna kultura mustierska, po której nastąpiły jerzmanowicka, oryniacka oraz kultura sielecka.
Bezpośrednią kontynuatorką tych kultur jest na terenie Polski kultura hamburska oraz kultura magdaleńska.

## Krzyżowanie się z innymi gatunkamiHomo
Kwestię, czy kromaniończycy mogli się krzyżować ze współczesnymi sobie neandertalczykami (oraz odkrytymi w 2008 r. denisowianinami), wyjaśniono po zsekwencjonowaniu przez zespół Svantego Pääbo mitochondrialnego DNA z kości przedstawicieli tych gatunków. Stwierdzono, że neandertalczyk był osobnym, rozumnym gatunkiem ludzkim, natomiast początkowo nie znaleziono dowodów na krzyżowanie z H. sapiens, choć również tego nie wykluczono. W dalszych badaniach Pääbo wykazał jednak, że między H. sapiens a neandertalczykami i denisowianinami występował przepływ genów. Genom współczesnych ludzi pochodzących z Europy i Azji w ok. 1-4% został przejęty od neandertalczyków, a do 6% genomu ludzi z Melanezji i Azji Południowo-Wschodniej pochodzi od denisowian. Krzyżowanie się gatunków człowieka potwierdzają też szkielety odkryte w Portugalii (Lagar Velho), Rumunii (Peștera cu Oase) i na Morawach (Mladec), które mają cechy zarówno  H. sapiens, jak i H. neanderthalensis. Na tej podstawie wysunięto hipotezę o możliwości wchłonięcia neandertalczyków do populacji współczesnego człowieka.